# رومن ماس
رومن ماس (تلفظ فرانسوی: [ʁɔ.mɛ̃ ma:s]؛ ۱۰ اوت ۱۹۱۲ – ۲۲ فوریهٔ ۱۹۸۳) رکابزن حرفه‌ای اهل بلژیک بود که در رشتهٔ دوچرخه‌سواری جاده فعالیت می‌کرد. او توانست در سال ۱۹۳۵ قهرمان تور دو فرانس شود.

## فعالیت حرفه‌ای
ماس سیزدهمین فرزند خانوادهٔ خود بود. او در ۱۷ سالگی مسابقه دادن را آغاز کرد و در سال ۱۹۳۳ حرفه‌ای شد. نخستین پیروزی خود را در همین سال در فلاندر غربی به دست آورد. سپس برندهٔ تور غرب فرانسه شد. در سال بعد، برندهٔ یک مرحلهٔ پاریس–نیس شد و برای نخستین بار در تور دو فرانس شرکت کرد. او در دو مرحلهٔ تور دوم شد؛ ولی پس از زمین خوردن در مرحلهٔ دهم، کناره‌گیری کرد.
تور دو فرانس ۱۹۳۵ بزرگترین موفقیت رومن ماس بود. او در نخستین مرحله پیروز شد و پیراهن طلایی را به تن کرد و این پیراهن را تا پایان مسابقه در اختیار داشت. ماس به شش سال قهرمانی متوالی رکابزنان فرانسوی خاتمه داد و قهرمان بلژیک شد.
در نخستین مرحله، ماس با برتری حدود یک دقیقه نسبت به سایر رکابزنان از خط پایان گذشت. با کناره‌گیری نزدیک‌ترین رقیبش آنتونن مانی در مرحلهٔ هفتم، برتری ماس به بیش از ۱۲ دقیقه افزایش یافت. ماس در مرحلهٔ یازدهم نیز پیروز شد و در تایم تریل مرحلهٔ چهاردهم، برتری خود را افزایش داد. در مرحلهٔ پایانی نیز ۳۹ ثانیه جلوتر از فلیسین فرواکه و آمبروجو مورلی از خط پایان گذشت و با کسب سومین پیروزی مرحله‌ای، قهرمانی خود را قطعی کرد.
در سال ۱۹۳۶ ماس برندهٔ پاریس–روبه شد؛ ولی داور اعلام کرد دیده‌است که رکابزن فرانسوی به نام ژرژ اسپشه زودتر از خط پایان گذشته‌است. در سال ۱۹۳۸ در پاریس–بروکسل در آستانهٔ پیروزی بود؛ ولی هنگامی که از خط پایان گذشت توقف کرد. تعقیب‌کنندگان از او گذشتند و متوجه شد هنوز یک دور دیگر مانده‌است؛ ولی دیر واکنش نشان داد و پیروزی را از دست داد.
ماس در تور دو فرانس ۱۹۳۹ نیز شرکت کرد و در تایم تریل مرحلهٔ دوم پیروز شد. سپس در مرحلهٔ هشتم زمین‌خورد و از مسابقه کنار رفت.
ماس چند سال به همراه سیلور ماس که نسبتی با او نداشت، در مسابقات پیست نیز شرکت می‌کرد. با آغاز جنگ جهانی دوم، برگزاری رقابت‌های دوچرخه‌سواری متوقف شد و دوران حرفه‌ای ماس در سال ۱۹۴۴ به پایان رسید. او پس از بازنشستگی کافه‌ای در نزدیکی ایستگاه شمال بروکسل باز کرد و آن را «در پیراهن طلایی» نامید.

## نتایج در گرند تورها
| گرند تور        | ۱۹۳۴    | ۱۹۳۵ | ۱۹۳۶   | ۱۹۳۷    | ۱۹۳۸    | ۱۹۳۹    |
| جیرو دیتالیا    | نرفت    | نرفت | نرفت   | نرفت    | نرفت    | نرفت    |
| پیروزی مرحله‌ای  | —       | —    | —      | —       | —       | —       |
| رده‌بندی کوهستان | —       | —    | —      | —       | —       | —       |
| تور دو فرانس    | ناتمام  | ۱    | ناتمام | نرفت    | نرفت    | ناتمام  |
| پیروزی مرحله‌ای  | ۰       | ۳    | ۰      | —       | —       | ۱       |
| رده‌بندی کوهستان | بی‌رتبه  | ۵    | بی‌رتبه | —       | —       | بی‌رتبه  |
| ووئلتا اسپانیا  | ناموجود | نرفت | نرفت   | ناموجود | ناموجود | ناموجود |
| پیروزی مرحله‌ای  | ناموجود | —    | —      | ناموجود | ناموجود | ناموجود |
| رده‌بندی کوهستان | ناموجود | —    | —      | ناموجود | ناموجود | ناموجود |

| ۱        | برنده                               |
| ۲–۳      | سه نفر اول                          |
| ۴–۱۰     | ده نفر اول                          |
| ۱۱–      | گذر از خط پایان                     |
| نرفت     | در مسابقه شرکت نکرد                 |
| ناتمام-x | به پایان نرساند (انصراف در مرحله x) |
| DNS-x    | آغاز نکرد (عدم شرکت در مرحله x)     |
| اخراج    | اخراج شد                            |
| ناموجود  | مسابقه/رده‌بندی انجام نشد            |
| بی‌رتبه   | در رده‌بندی گنجانده نشد              |